# Anton Schiestl (Fotograf)

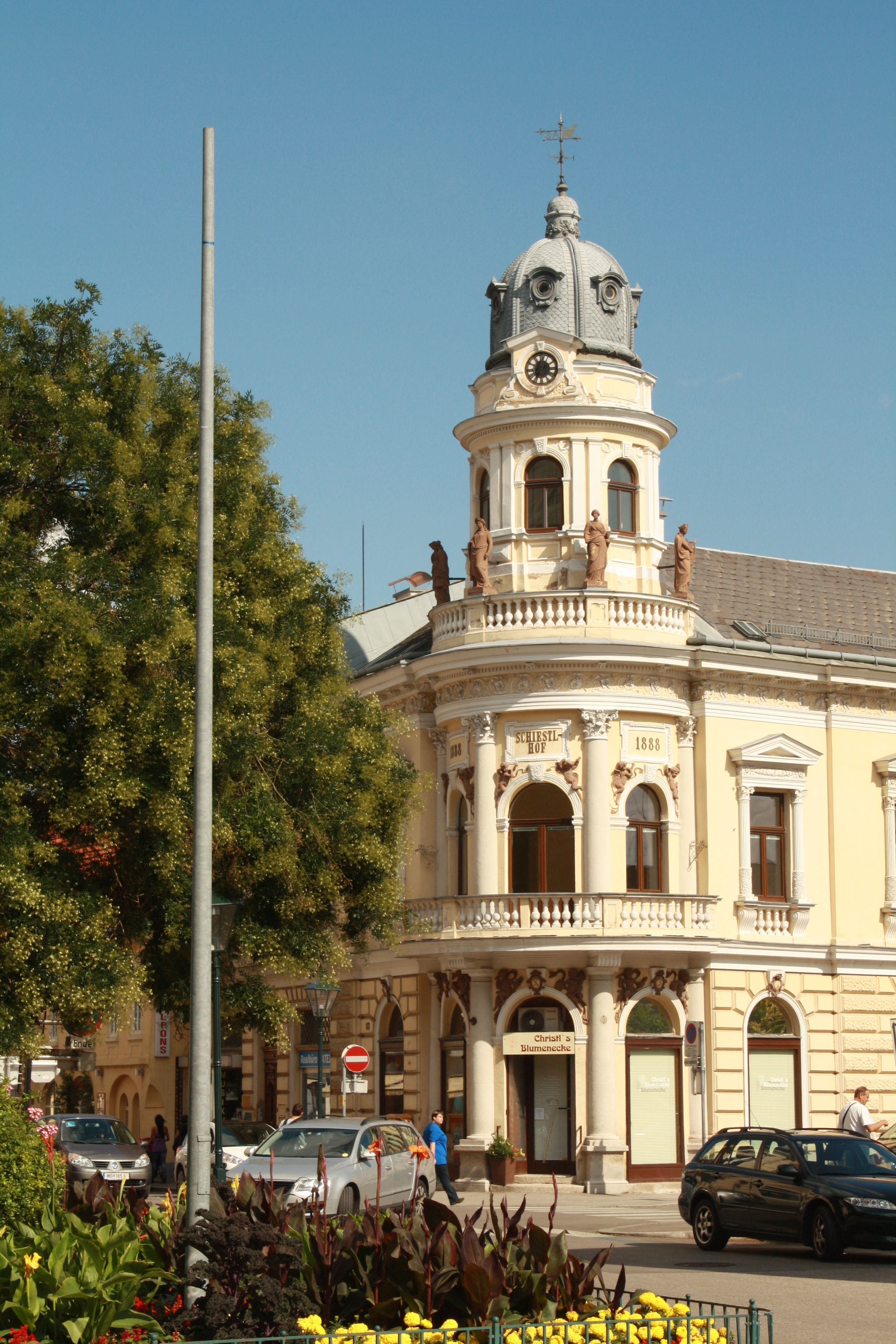
Im Schiestl-Hof, nahe der Badener Stadtpfarrkirche, gründete Anton Schiestl gemeinsam mit Adolf Wolf am 15. April 1906 ein Atelier

Anton Schiestl (* 23. Jänner 1873 in Baden bei Wien; † 1. Juli 1933 ebenda) war ein österreichischer Fotograf und Sammler.

## Leben und Wirken
Anton Schiestl stammt aus einer alten Badener Färberfamilie, deren Vorfahren bereits um 1600 aus Sterzing in Südtirol nach Baden gekommen waren. Nach Besuch der Handelsschule erlernte er das Kaufmannsgewerbe. Er übernahm das im eigenen Haus ansässige Spezerei- und Delikatessengeschäft. Da er bereits in seiner Jugend großes Interesse für die Fotografie entwickelte, führte er in seinem Geschäft Fotozubehör als Spezialartikel.
Im Jahr 1906 eröffnete Anton Schiestl gemeinsam mit einem Partner das Photo-Atelier Schiestl & Wolf in der Badener Annagasse und widmete sich ganz der Fotografie. Er nahm an zahlreichen ausländischen Fotoausstellungen teil. Schiestl wurde auch gerichtlich beeideter Sachverständiger für Fotografie. Mitglieder des österreichischen Kaiserhauses nahmen bei ihren Aufenthalten in Baden mannigfach die fotografischen Dienste von Anton Schiestl in Anspruch. In diesem Zusammenhang wurde ihm der Titel „k.u.k. Kammerphotograph“ verliehen. Für die Stadt Baden machte er zahlreiche Ansichtskarten-Serien; so wurde er im Jahr 1924 Mitglied des städtischen Reklamekomitees.
Neben der Fotografie trat er auch durch sein Engagement in anderen Bereichen öffentlich hervor. So ließ er von zahlreichen Persönlichkeiten in Baden Gedenkmünzen und Medaillen prägen. Schiestl war auch Mitglied der Numismatischen Gesellschaft und der Österreichischen Gesellschaft für Münz- und Medaillenkunde. Er war Mitglied des Vereins „Niederösterreichische Landesfreunde“ und gründete gemeinsam mit den beiden Heimatforschern Carl Calliano und Gustav Calliano in Baden das Kaiser-Franz-Josef-Museum, dessen Direktor er auch war. Der zum Kommerzialrat avancierte Fotograf war auch Gründungsmitglied der Wiener Urania und des Trabrennvereins Baden.
Schiestl starb am 1. Juli 1933 nach einem Feuerwehreinsatz in Baden, bei dem er auch Fotos gemacht hatte. Sein Grab befindet sich in Baden. Der Schiestl-Hof, in dem Anton Schiestl gemeinsam mit Adolf Wolf am 15. April 1906 ein Atelier eröffnete, zählt bis heute zu den markanten Gebäuden der Kurstadt Baden.